# 亞伯達龍屬
艾伯塔龍屬，又名阿爾伯托龍、艾伯托龍，是暴龍科艾伯塔龍亞科恐龍的一屬，生活於上白堊紀的北美洲西部，距今超過7000萬年前。模式種是肉食艾伯塔龍（A. sarcophagus），化石是在加拿大艾伯塔省的省立恐龙公园發現，並以此省作為該屬的名字。科學家們對於艾伯塔龍有幾個種，有著不同的意見，有些科學家將平衡蛇髮女怪龍（Gorgosaurus libratus）列為第二個種。
艾伯塔龍是雙足的獵食恐龍，有著大型頭部，上有很多銳利的大型牙齒，以及有兩隻手指的小型前肢。艾伯塔龍可能是位在其生態系統的食物鏈頂部。雖然在獸腳亞目中，艾伯塔龍的體型較大，但仍比其著名近親暴龍更小型，重量與現今的黑犀牛差不多。
自從1884年首次發現化石以來，目前已發現超過三十頭的艾伯塔龍化石，並提供很多研究資料。曾在同一地點發現二十六頭艾伯塔龍化石，可見牠們有著群體活動，這些化石並能允許科學家研究牠們的發育生物學與人口生物學。

## 描述

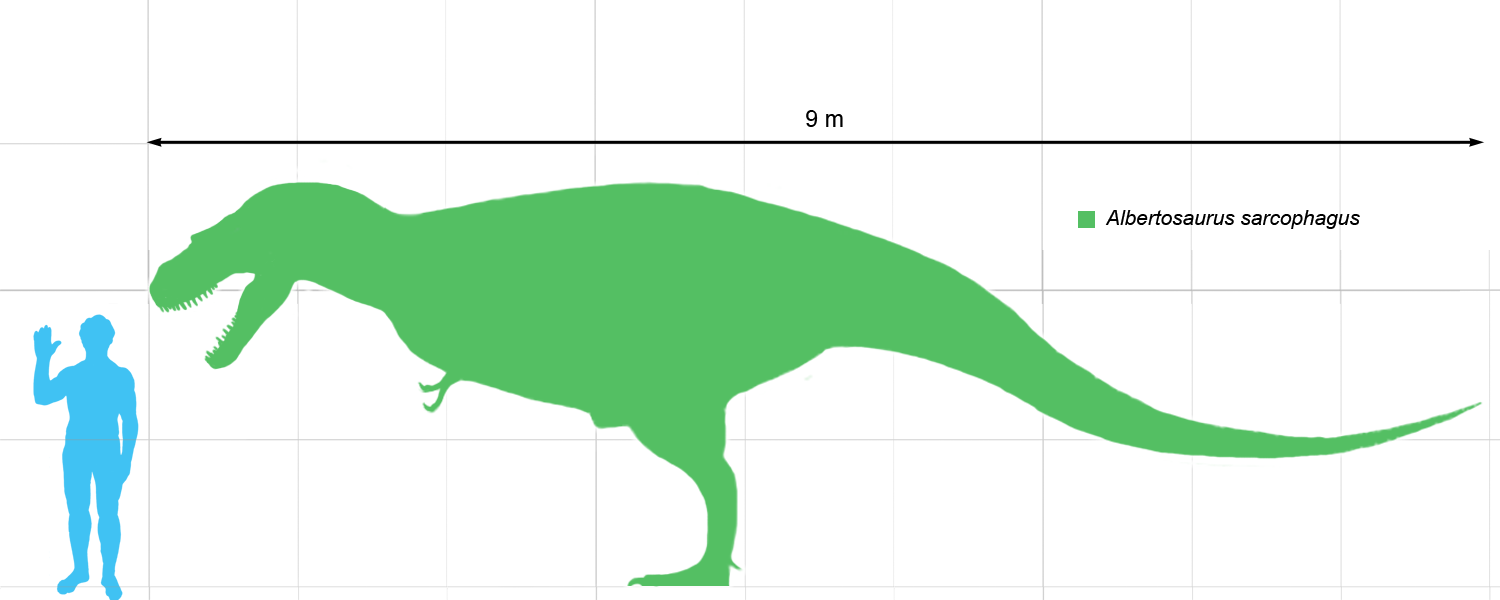
艾伯塔龍與人類的體型相比

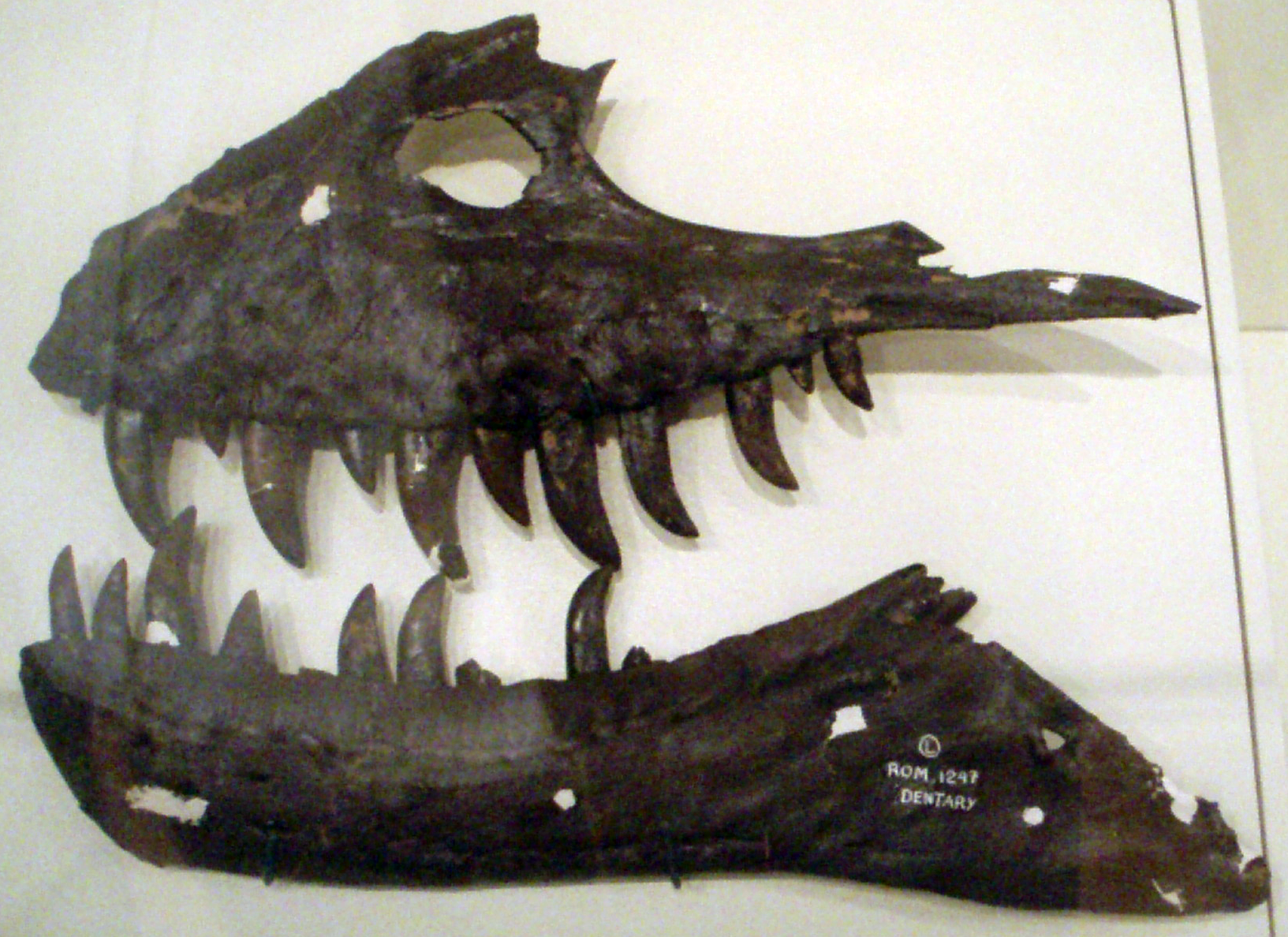
艾伯塔龍的部份頜部 - 皇家安大略博物館

艾伯塔龍的體型比一些暴龍科恐龍較小，例如特暴龍及暴龍。成年的艾伯塔龍約有9公尺長，少數個體可超過10公尺。有幾項利用不同方法的研究，估計成年的艾伯塔龍體重在1.3到1.7噸之間。
所有暴龍科恐龍都有相似的外貌，包括艾伯塔龍在內。艾伯塔龍是雙足動物，具有長尾巴，可平衡頭部及身軀的重量。與巨大體型相比，暴龍科的前肢是極為小型的，且只有兩指。後肢很長，具有四個腳趾。後趾很短，只用其他三趾接觸地面，而中間的腳趾較其他為長。艾伯塔龍可能可以每小時14到21公里的時速行走。至於艾伯塔龍的幼年個體，可能可用更快速度移動。

### 頭顱骨與牙齒
艾伯塔龍的頭顱骨很大，頸部很短呈S形，最大型成年個體的頭部接近1公尺長。頭顱骨上的大型洞孔減低了頭部的重量，並且提供肌肉的附著處，以及容納感覺器官。長嘴部容納者超過58顆香蕉形牙齒；較大型的暴龍科卻有著較少數的牙齒，例如蛇髮女怪龍的牙齒至少有62顆。與其他獸腳亞目不同，暴龍科是異型齒動物，即不同位置的牙齒有不同的形狀。前上頜骨牙齒較其他的上頜牙齒為小，排列得更為緊密，及橫切面呈D形。如同暴龍，艾伯塔龍的上頜骨牙齒能有效抵抗側邊力量，例如嘴中獵物的掙扎力量。艾伯塔龍的咬合力約為3413牛頓，略小於暴龍。在眼睛上方，有短的骨質冠飾，可能在求偶期間具有視覺辨識功能。
2001年的一項研究，認為艾伯塔龍牙齒的鋸齒狀邊緣，可能在進食時協助撕裂獵物的肉塊。在咬合時，牙齒鋸齒狀邊緣的形狀，可增加接觸肉塊的表面積、散佈咬合時所遭受的應力。某種植龍類、盤龍目異齒龍的牙齒也帶有類似鋸齒狀邊緣，但無法散佈咬合時所遭受的應力。暴龍科動物的牙齒是用來協助撕裂獵物的肉塊，而非單純切割裂物的肉塊。根據牙齒的磨損模式，顯示暴龍類在進食時會搖晃頭部，以咬下獵物肉塊。

## 科學分類
艾伯塔龍屬於獸腳亞目的暴龍科。在這個科下，肉食艾伯塔龍（Albertosaurus sarcophagus）與年代較早的平衡蛇髮女怪龍（Gorgosaurus libratus）都屬於艾伯塔龍亞科。在艾伯塔龍亞科中，僅有上述兩屬被敘述過，但可能還有其他未敘述的屬。在2004年，托馬斯·霍爾特（Thomas R. Holtz, Jr.）提出阿巴拉契亞龍屬於艾伯塔龍亞科，但在他最近的未公佈研究中，將阿巴拉契亞龍歸類於暴龍科之外，與其他研究人員一樣。
暴龍科的另一亞科為暴龍亞科，包含：傷龍、特暴龍、暴龍。與較強壯的暴龍亞科相比，艾伯塔龍亞科的體型較修長，顱骨的比例較小，脛骨、蹠骨、腳部指骨較長。
本属包括以下物种：
- Albertosaurus arctunguis Parks
- Albertosaurus lancencis (Gilmore, 1946)
- Albertosaurus megagracilis Paul, 1988
- 肉食艾伯塔龍 Albertosaurus sarcophagus Osborn, 1905
- Albertosaurus spec (Gilmore, 1946) Molnar, 1980

## 發現與命名
在1905年，美國自然歷史博物館的亨利·費爾費爾德·奧斯本在其關於暴龍的研究中，用一頁命名了艾伯塔龍。這個屬名是為紀念發現首個艾伯塔龍化石的地方：加拿大的艾伯塔省。屬名也包含了古希臘文的「σαυρος」（蜥蜴），是最常見的恐龍屬名字尾。艾伯塔龍的模式種是肉食艾伯塔龍（A. sarcophagus），也是由奧斯本在1905年所命名。這個學名的意思是「肉食者」，並與石棺是同一語源。目前已發現超過三十個艾伯塔龍標本，且來自於不同的年齡層。

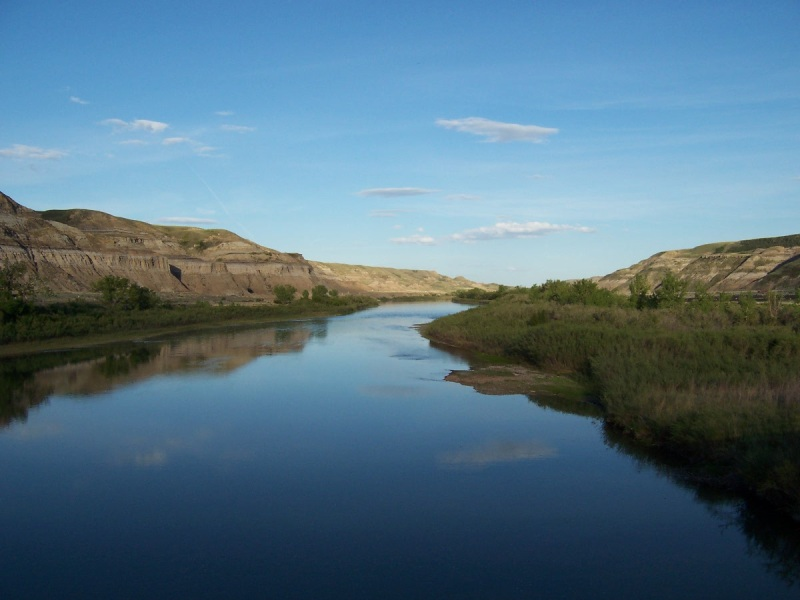
艾伯塔省的紅麋河。超過一半的艾伯塔龍化石就是在此發現的。

### 早期發現
艾伯塔龍的模式標本是一個部份的頭顱骨，是在1884年6月被發現於艾伯塔省紅麋河邊的一個露頭，屬於馬蹄峽谷組（Horseshoe Canyon Formation）。該標本是由加拿大地質學家約瑟夫·蒂勒爾（Joseph B. Tyrrell）所帶領的加拿大地質調查局考察隊所發現的，由於缺乏識當工具，這個幾乎完整頭顱骨只有部份被保存下來。在1889年，另一個團隊也在附近發現一個較小的頭顱骨、以及一些身體骨頭。在1892年，愛德華·德林克·科普將這兩個頭顱骨建立為暴風龍的其中一種（Laelaps incrassatus）。但是，暴風龍的屬名已經被一個厲蟎屬所用，所以奧塞內爾·查利斯·馬什在1877年將暴風龍改為傷龍（Dryptosaurus），科普拒絕承認馬什所更改的名稱。而在科普死後，勞倫斯·賴博在1903到1904年詳細研究這些化石時，將牠們改列為傷龍的一個種（D. incrassatus）另一古生物學家Oliver Perry Hay也使用傷龍屬的一種。稍後在1905年，奧斯本指出，D. incrassatus只是根據一些暴龍科的普通牙齒而建立的名稱，並發現這兩個頭顱骨與傷龍的模式種鷹爪傷龍有明顯差異，因此將之建立為新屬，肉食艾伯塔龍（Albertosaurus sarcophagus ）。但奧斯本並沒有詳述這些化石，而是根據賴博在前一年所寫的完整敘述。這兩個發現於亞伯達省的頭顱骨，分別被列為正模標本（編號CMN 5600）、副模標本（編號CMN 5601），現正存放在渥太華的加拿大自然博物館。
在21世紀早期，有研究人員認為正模標本的損害狀況高，本身不能成為物種建立、鑑定比對的依據，艾伯塔龍應該被列為疑名。在2010年，湯瑪斯·卡爾（Thomas Carr）重新研究艾伯塔龍，提出正模標本、副模標本、之後發現的其他標本，都有一個相同的自衍徵，上頜齶骨的後緣有個大型洞孔。根據這個研究結果，艾伯塔龍本身是個有效物種。

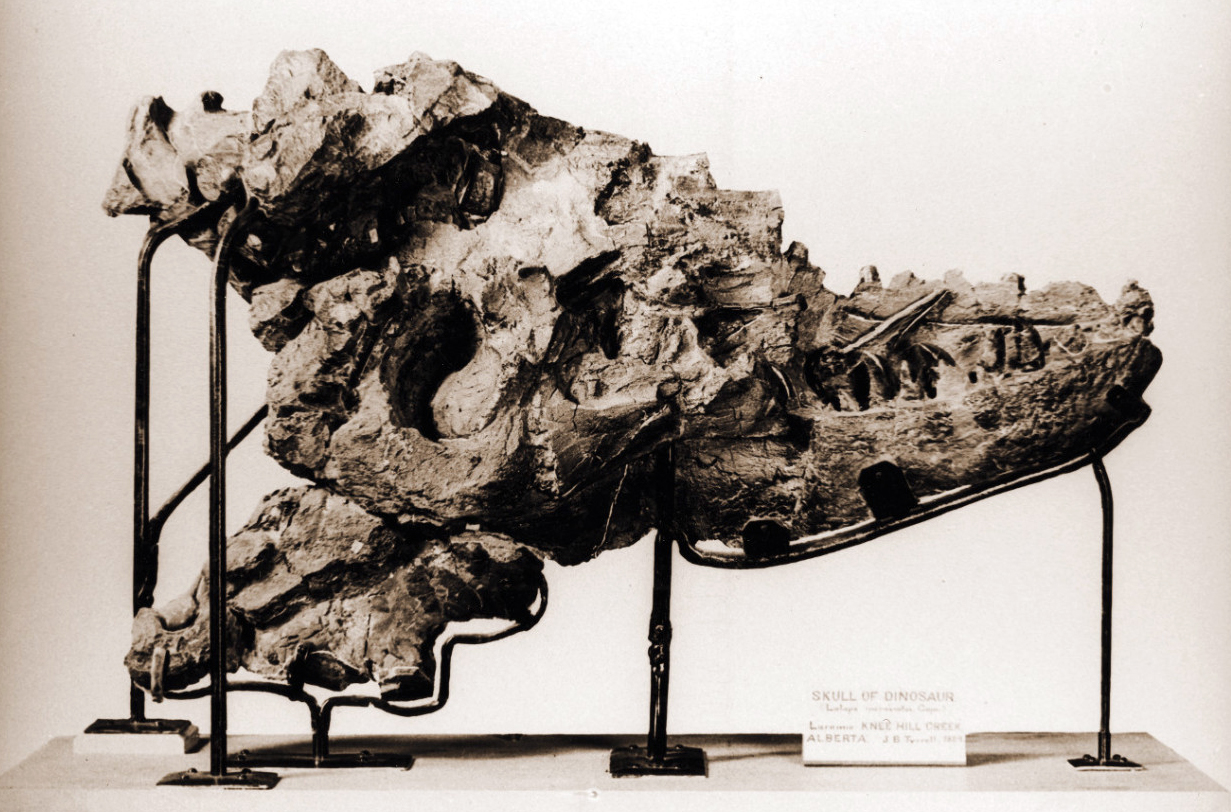
艾伯塔龍的部分顱骨，由約瑟夫·蒂勒爾發現的模式標本

### 乾島水牛躍省立公園
在1910年，美國古生物學家巴納姆·布郎（Barnum Brown）在紅麋河流域的另一個地點，挖掘出一大群艾伯塔龍的化石。由於大量的骨頭與有限的挖掘時間，布郎的團隊並不能挖出所有標本，但已將所有屍骨層上的可辨別個體挖掘出土。這些化石被存放於紐約的美國自然歷史博物館，其中有七組右腳掌蹠骨，以及兩個個別趾骨，在尺寸上與這些蹠骨不相符。根據這些化石，顯示在該採石場中至少有九隻艾伯塔龍。在1997年，加拿大皇家蒂勒爾博物館再次挖掘該位址，並重新展開挖掘的工作，該地當時已建立為乾島水牛躍省立公園。這次的發掘持續到2005年，挖掘出13副不同年齡的個體化石，其中最小的約兩歲大，而最大個體的身長估計超過10公尺長。其中沒有一副化石是完整的身體骨骼，大部分存放在蒂勒爾與美國自然歷史博物館中。截至2008年，該挖掘地點總共出土1128個艾伯塔龍的骨頭，是最集中的白堊紀大型獸腳類化石挖掘地點。這些骨頭可以拼湊出12到26個艾伯塔龍的個體，個體數量隨者相同部位的化石、個體生長的差異而改變。

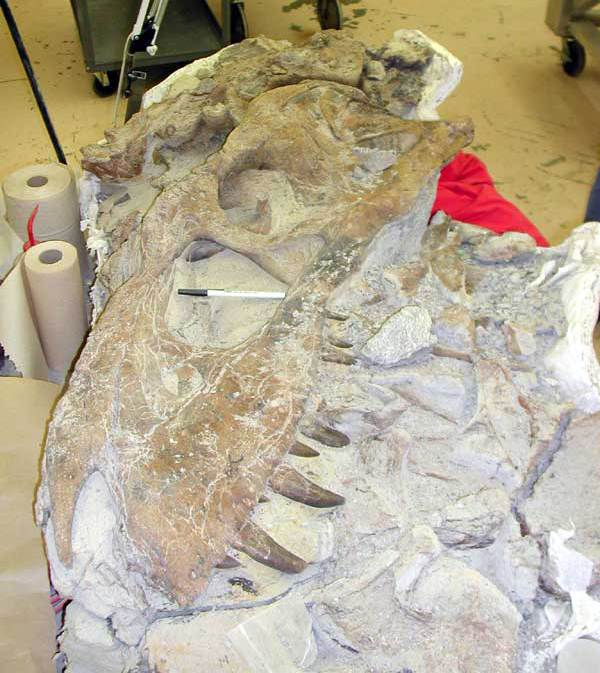
在新墨西哥州發現的艾伯塔龍亞科頭顱骨。之前被認為是艾伯塔龍，但後來發現這是屬於暴龍亞科新的屬-虐龍屬。

### 蛇髮女怪龍
在1913年，古生物學家查爾斯·斯騰伯格（Charles Hazelius Sternberg）在艾伯塔省的恐龍公園組發現另一個暴龍科身體骨骼，地質年代較早。在1914年，勞倫斯·賴博將這個恐龍命名為蛇髮女怪龍（Gorgosaurus libratus）。之後，在亞伯達省與蒙大拿州發現了其他標本。在1970年，戴爾·羅素（Dale Russell）發現蛇髮女怪龍與艾伯塔龍只有些微差別，於是提出蛇髮女怪龍是艾伯塔龍的次同物異名，因為艾伯塔龍較早命名。這項發現使得艾伯塔龍的生存時代提前了幾百萬年，而其地理分佈也向南擴張幾百公里。
在2003年，菲力·柯爾（Phil Currie）質疑羅素所提出的次同物異名說法。他比較數個暴龍科的顱骨，提出這兩個屬的頭顱骨有許多不同點。柯爾提出要保留這兩個屬，兩屬互為姊妹分類單元，因為艾伯塔龍及蛇髮女怪龍的相似性，不及懼龍與暴龍的相似性，而懼龍及暴龍仍然分開為兩個屬。再者，在阿拉斯加州及新墨西哥州發現的幾個艾伯塔龍亞科標本也沒有被描述，所以柯爾建議將兩個屬維持分開，直至有更多資料研究為止。大部分學者支持柯爾的建議，但有些則不認同。

### 其他化石
巴納姆·布郎在紅麋河流域的第二年，也就是1911年，發現一個破碎的部分頭顱骨（編號AMNH 5222）。
在1923年，紅麋河附近挖掘出一個部份身體骨骼（編號ROM 807），缺少頭顱骨。在1928年，威廉·帕克斯（William Parks）將這化石命名為艾伯塔龍的一個種（A. arctunguis），但在1970年被確認為肉食艾伯塔龍的異名。該標本目前存放在多倫多的皇家安大略博物館。
在1926到1972年間，沒有發現艾伯塔龍的新化石。1970年代後，陸續發現新的艾伯塔龍化石。除了乾島水牛躍省立公園，艾伯塔省還發現六個頭顱骨及骨骼，並存放在其他不同的加拿大博物館。美國的蒙大拿州、新墨西哥州、以及懷俄明州也發現了相關化石，但這些並不一定是肉食艾伯塔龍，甚至根本不是艾伯塔龍。

### 無效物種
除了肉食艾伯塔龍、平衡蛇髮女怪龍、A. arctunguis，一些其他的物種曾分類在艾伯塔龍中，但之後被確定是疑名、或者是其他物種。
在1930年，蘇聯古生物學家Anatoly Nikolaevich Riabinin將被發現於中國的一顆牙齒，命名為艾伯塔龍的一種（A. pericolosus）。這顆牙齒可能屬於特暴龍。德國古生物學家弗雷德里克·馮·休尼認為傷龍的一個種（D. incrassatus）不是疑名，並改歸類於艾伯塔龍的一個種。戴爾·羅素則認為蛇髮女怪龍、艾伯塔龍是相同物種，因此將斯氏蛇髮女怪龍（G. sternbergi）、蘭斯蛇髮女怪龍（G. lancensis）都改為艾伯塔龍的種。斯氏蛇髮女怪龍目前被認為是平衡蛇髮女怪龍的幼年個體，而蘭斯蛇髮女怪龍則可能是暴龍的幼年個體、或是獨立的矮暴龍屬。大纖細艾伯塔龍（A. megagracilis）的化石發現於蒙大拿州的海爾河組，是一個小型的暴龍科身體骨骼（編號LACM 28345）。在1995年，大纖細艾伯塔龍被重新命名為恐暴龍，但現在被認為只是一隻幼年暴龍。在1988年，葛瑞格利·保羅將奧氏獨龍（Alectrosaurus olseni）改歸類為艾伯塔龍的一個種，但沒有其他研究引用這個結果。在1989年，蛇髮女怪龍的G. novojilovi被改歸類為艾伯塔的一種，目前被認為是特暴龍的異名。
在早期歷史中，肉食艾伯塔龍、A. arctunguis都曾被改歸類為恐齒龍的種。

## 古生物學

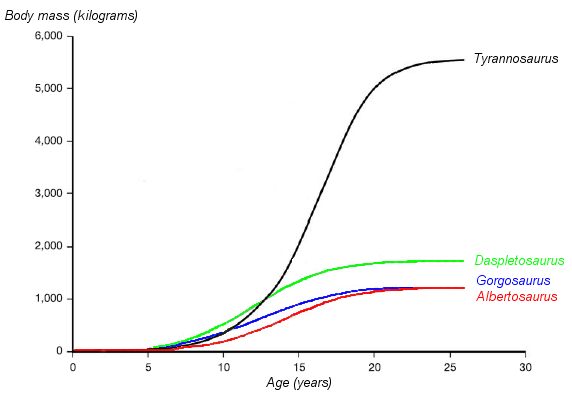
四種暴龍科恐龍的假設生長曲線，分別為：艾伯塔龍(紅)、蛇髮女怪龍(藍)、懼龍(綠)、暴龍(黑)。

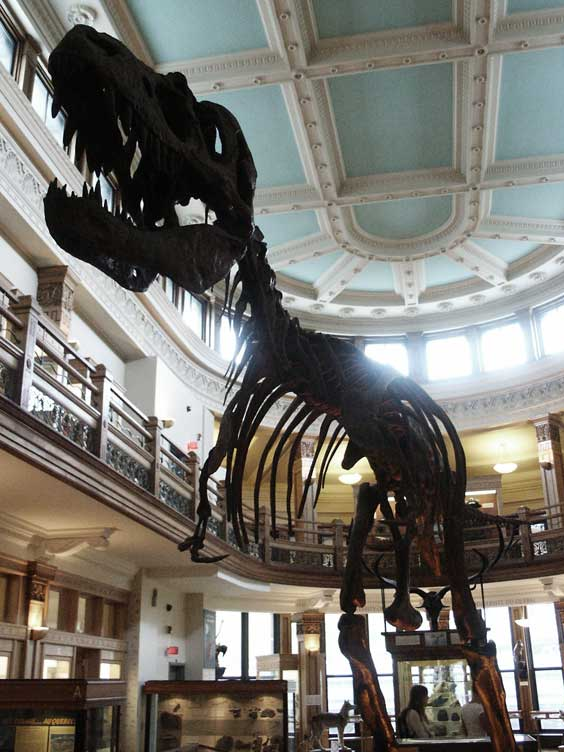
艾伯塔龍的骨架，位於蒙特利爾雷德帕思博物館。

目前已發現許多的艾伯塔龍標本，有助於科學家詳細研究牠們的生長模式及行為模式。

### 生長模式
艾伯塔龍的各階段年齡層，大部分都有化石記錄保留下來。利用骨骼的組織學，可以幫助確定動物死亡時的年齡，並以此估計其生長率，並與其他物種作出比較。最年幼的艾伯塔龍化石發現於乾島的屍骨層，年齡只有2歲，身長略大於2公尺，體重約為50公斤。已知最老、最大的艾伯塔龍年齡是28歲，也發現於相同地層，存放在加拿大皇家蒂勒爾博物館，體重約1.14噸。但最重的卻是存放在美國自然歷史博物館內的標本，估計重1.28噸及22歲。將不同個體的年齡與體型繪為圖表後，可以得出一個S形的生長曲線。由此可見，艾伯塔龍約在16歲左右的4年間成長最為快速，與其他暴龍科相近。以最重的標本為基準，艾伯塔龍的生長率在此階段約為每年122公斤。其他的研究則指出成年個體的體重更重，這會影響生長曲線的最大量，但曲線整體不變。其他體型相似的暴龍科亦有相似的生長率，但卻比暴龍的生長率要低得多（每年601公斤，接近5倍）。當到達16歲的成長階段完結時，艾伯塔龍性發育成熟，但仍是會維持較低的生長率。這種延遲的性成熟模式，也可見於大型哺乳類（例如人類、大象）、以及一些小型與大型恐龍。艾伯塔龍的早期性成熟模式，與鳥類的完全成長後才達到性成熟，有相當的不同。
在動物的生長過程中，牙齒也會隨者加厚。但根據這個生長模式，乾島水牛躍省立公園的艾伯塔龍幼年個體、成年個體，可能不是相同物種。其中的幼年個體可能代表另一個物種。

### 生命史
大部分的艾伯塔龍化石，在死亡時為14歲，或是14歲以上。在化石中很少發現幼年個體的原因有數個，主要是因為年輕個體的骨頭較小，在化石化的過程中較不易保存下來，另一個原因則是採集化石時的偏差，挖掘人員在挖掘時，較少去發現到小型的骨頭。年輕的艾伯塔龍體型比幼年體大，但與成年體相比，仍較少被發現。有科學家提出這反映了艾伯塔龍的生命史，幼年艾伯塔龍較不容易死亡，因此化石較少被發現，而非化石化與挖掘化石的偏差。
有理論提出假設，認為艾伯塔龍的剛孵化幼體的死亡數量高，但因為體型小、脆弱，無法在化石記錄中保存下來。在兩歲之後，幼年艾伯塔龍的體型已比所處環境的其他掠食動物還大，除了成年艾伯塔龍以外，而且數量多。這使艾伯塔龍在這個階段的死亡率低，相對地較少化石被發現。在12歲時，死亡率達到幼年階段兩倍，可能與快速的成長率有關，並在達到性成熟的14到16歲之間，死亡率達到四倍。這個不斷上升的死亡率持續到成年階段，原因可能與生存壓力、因求偶與覓食而發生的物種內打鬥而受傷、以及衰老。成年階段的高死亡率，可以解釋這個階段的化石較常被發現。牠們必須經歷長時間的存活，才能維持大型體型，因此數量較少。艾伯塔龍的高嬰兒死亡率，降低的幼年死亡率，達到性成熟後的驟升死亡率，以及少數個體成長到最大體型，這種成長模式與許多現代大型哺乳類類似，例如：大象、美洲水牛、與犀牛。其他暴龍科動物也可發現同樣的成長模式，更支持這個理論，不過化石紀錄的偏差仍是最大的原因，而最大的偏差是有2/3的艾伯塔龍化石出土於同一挖掘地點。

### 群體活動

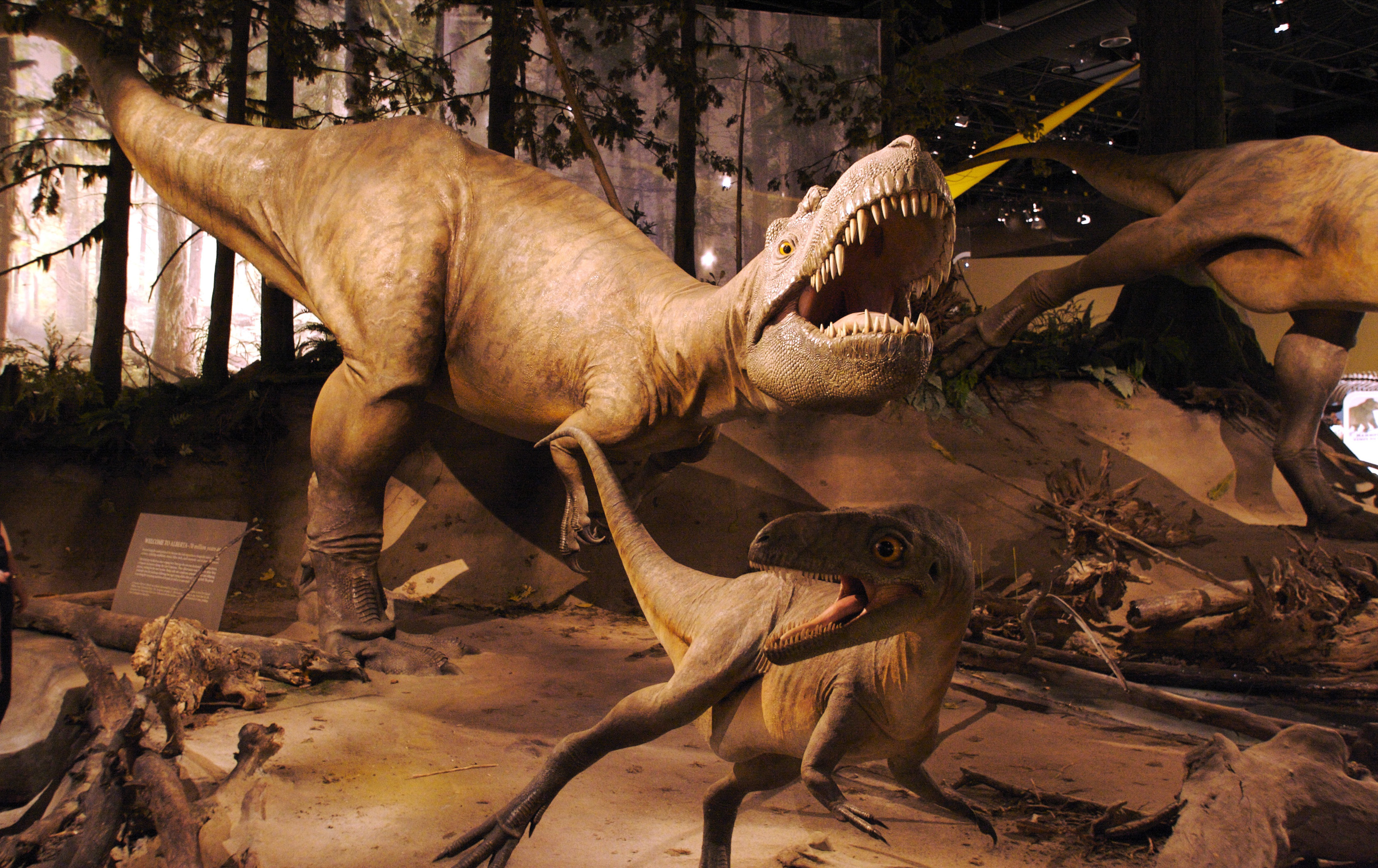
艾伯塔龍的模型 - 加拿大皇家蒂勒爾博物館

由巴納姆·布郎發現的乾島屍骨層包含22頭艾伯塔龍。該地是單一挖掘地點中發現最多獸腳類的地點，第二位是猶他州的克利夫蘭勞埃德採石場，該地以大量的異特龍化石而著名。乾島的這群艾伯塔龍中，一頭非常年老，有八頭位於17歲到23歲之間，七頭為12到16歲間的亞成年個體，剩下六頭則是2歲到11歲間的幼年個體。
由於缺乏其他草食性恐龍遺骸，而且這些艾伯塔龍的保存狀況相似，因此菲力·柯爾認為這個地點並非一個像加利福尼亞州拉布雷亞瀝青坑的捕獵動物陷阱，而是所有動物都在同一時間死亡。柯爾推測牠們是群體活動的。其他的學者對此存有懷疑，認為牠們是因乾旱、洪水或其他原因，而造成集體死亡。
有很多證據顯示草食性恐龍，如角龍下目及鴨嘴龍科，都是群體活動的。然而很少在同一地方發現有如此多的掠食性恐龍。但是小型的獸腳亞目，如恐爪龍、腔骨龍、與合踝龍都曾發現集體化石，體型較大的異特龍及馬普龍有類似的發現。有一些證據指出其他暴龍科是群體活動，如在芝加哥菲爾德自然歷史博物館內展示的著名暴龍標本「蘇」，它在被發現時旁邊有一些較小個體的碎片遺骸。在蒙大拿州的雙麥迪遜組至少有三個未命名的懼龍標本，同時也發現了數個鴨嘴龍類化石。雖然有些位址可能是臨時的或不自然的群體聚集，但這些發現都為艾伯塔龍的群體活動行為提供了證據。其他科學家則認為某些群體聚集其實是類似科莫多龍的同類相食後果，當許多個體搶食一塊屍體時，會出現攻擊性的競爭與同類相食。
柯爾也猜測艾伯塔龍的群獵習性。小型艾伯塔龍的腳部比例與似鳥龍科的腳部比例相近，而似鳥龍科被估計是跑得最快的恐龍。年輕的艾伯塔龍可能比牠們的獵物跑得更快，或者一樣快。柯爾推論年輕的恐龍群體驅趕獵物，以供成年的恐龍獵食。幼年個體的生活方式可能與成年個體不同，並佔據成年艾伯塔龍與小型獸腳類恐龍之間的生態位。科莫多龍也有類似的生活方式，科莫多龍的幼體是食蟲性，直到成為島上的優勢掠食動物。但是由於化石紀錄所提供的資料有限，這個假說能難去證實。菲力·柯爾的2010年研究裡，繼續主張艾伯塔龍是群獵動物的理論，認為化石群體聚集現象可能是其他因素造成的，例如緩慢洪水淹沒進食中的多隻艾伯塔龍。

### 病徵

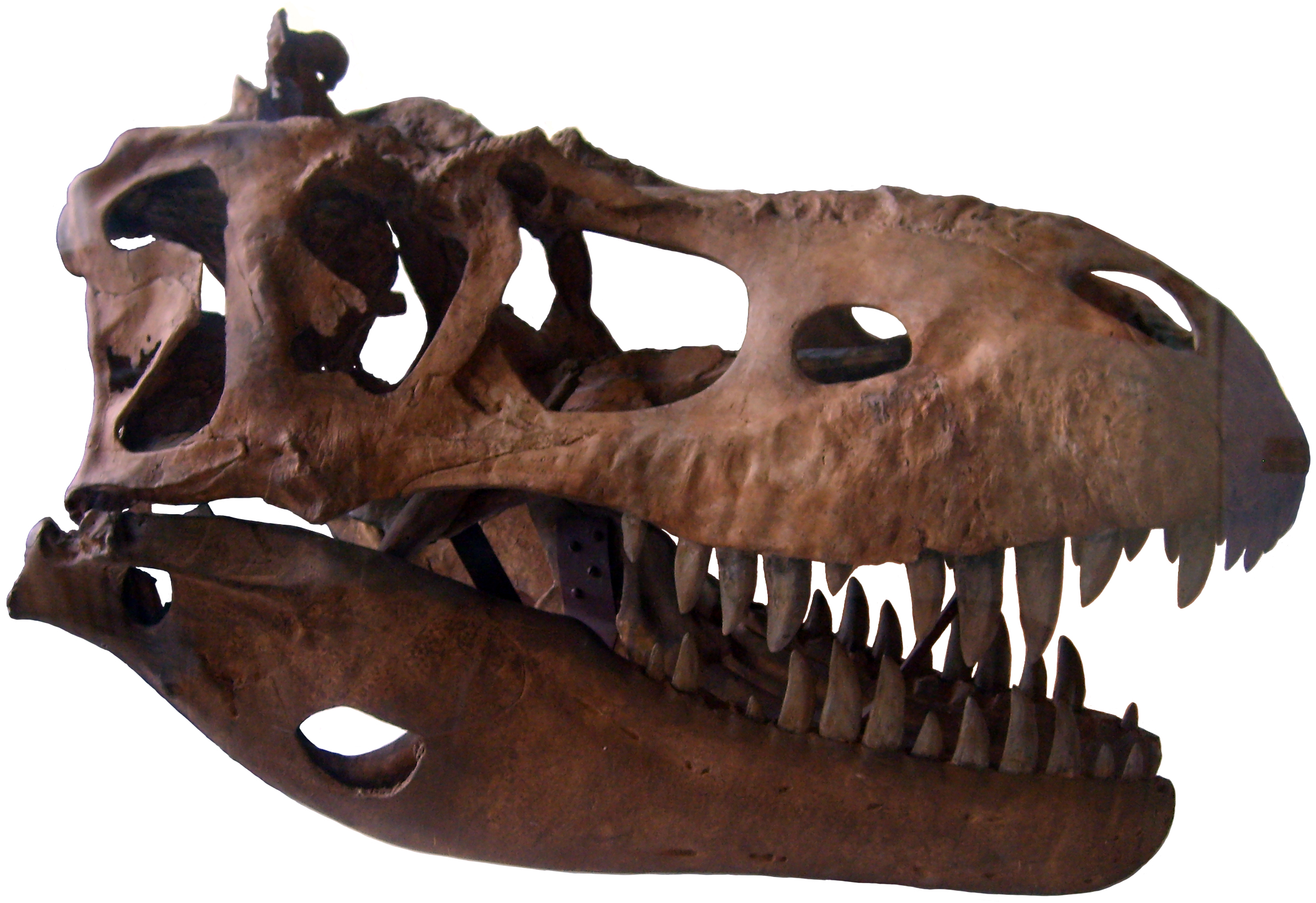
艾伯塔龍的頭顱骨

在2009年，一個研究發現數個暴龍科頭骨上的平滑洞孔，過去被當成是物種內打鬥行為的傷口，可能是由雙鞭毛生物的毛滴蟲（Trichomonas）所造成的，如同現代鳥類常被寄生生物所感染。這些恐龍科動物可能會互相咬對方，造成寄生蟲的傳染。
在2001年，布魯斯·羅斯柴爾德（Bruce Rothschild）等人發表一份獸腳類恐龍的壓力性骨折、肌腱撕裂傷研究。他們研究319個艾伯塔龍的腳掌骨骼，只發現一個骨頭帶有壓力性骨折的跡象，手部骨頭則沒有發現壓力性骨折的跡象。他們發現艾伯塔龍的壓力性骨折跡象，明顯少於肉食龍下目的異特龍。
A. arctunguis的正模標本（編號ROM 807），腸骨有個2.5公分寬、3公分長的深洞孔，當時研究人員並沒有將其鑑定為病徵。這標本的左腳第四蹠骨帶有骨疣。這個標本目前已改歸類於肉食艾伯塔龍。戴爾·羅素在1970年代發現的五個艾伯塔龍化石，其中兩個的肱骨帶有病徵、損傷。
乾島水牛躍省立公園所發現的大量艾伯塔龍化石，大部分沒有發現病徵跡象。其中，三個腳掌趾骨被發現骨刺，導因於肌腱的不正常骨化。兩個肋骨、一個腹肋（某種真皮骨）則發現斷裂後癒合的跡象。一個成年標本的左下頜有個穿孔，以及癒合後、未癒合的咬痕。這個地區的艾伯塔龍化石，帶有病徵的機率相當低；而馬達加斯加的瑪君龍，則有19%的化石帶有病徵。

## 古生態學

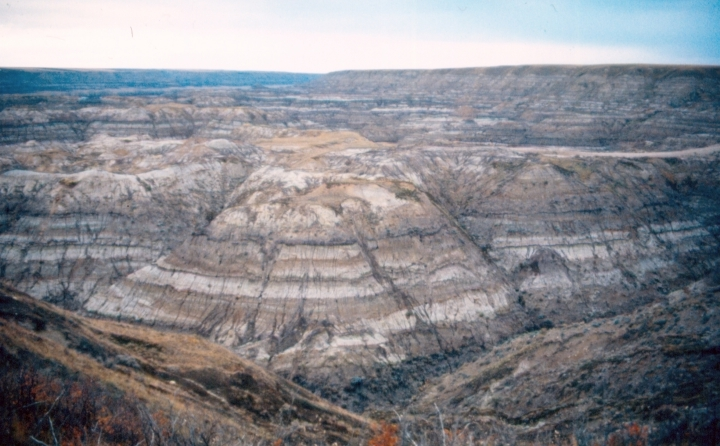
馬蹄峽谷組的露頭，位於加拿大馬蹄峽谷

所有肉食艾伯塔龍的化石都是發現於艾伯塔省的馬蹄峽谷組。這個地層的年代為上白堊紀的馬斯垂克階早期，距今約7300萬-7000萬年前。該地層正下方是熊掌組，是個西部內陸海道的海相沉積層。在白堊紀末期，這個海道因為寒冷天氣消退，海平面因此下降，馬蹄峽谷組進而成為陸地。但是，這個海道是週期性的上升下降，曾經多次海侵馬蹄峽谷組，直到最後的海降。因此，馬蹄峽谷組有者不同的沉積層，包含離岸、岸邊、沿海等環境，例如潟湖、河口、潮坪。眾多的煤塊，似乎是古代沼澤形成的泥炭。如同該地發現的其他脊椎動物，艾伯塔龍的化石被發現於三角洲與氾濫平原沉積層內，而該地過去有過大型河流留經。
馬蹄峽谷組是個著名的動物群，恐龍是這個動物群的優勢動物，而鴨嘴龍類更佔了其中的一半，包括：埃德蒙頓龍、櫛龍、以及亞冠龍；角龍下目與似鳥龍科皆為常見的恐龍，佔了該動物群的三分之一；甲龍下目與厚頭龍下目則較為罕見；該地有多樣性的獸腳亞目動物，例如小型的傷齒龍科、馳龍科、近頜龍科。在乾島水牛躍省立公園發現的大量化石中，還有小型獸腳類恐龍的亞伯達爪龍、成年艾伯塔龍是該地的頂級掠食動物，而幼年艾伯塔龍則佔據者中間的生態位。
該地發現的水生動物群，則包含魚類的：鯊魚、鰩魚、鱘魚、弓鰭魚、鱔魚、以及類似鱔魚的鼻魚；淡水中的爬行動物則有烏龜、鱷龍、以及雷迪氏鱷（Leidyosuchus）與Stangerochampsa等鱷魚；海生的爬行動物則有蛇頸龍亞目的Leurospondylus。此外，該地還發現了多瘤齒獸目與有袋類鼠齒龍等哺乳類。

## 外部連結
- A brief history of Joseph B. Tyrrell and his discovery of the holotype skull of Albertosaurus sarcophagus.
- Operation Dino-Lift, detailing the discovery, excavation, and preparation of a possible Albertosaurus from Bureau of Land Management land in New Mexico.
- Some entries in Online Collections Database at the American Museum of Natural History:
  - AMNH 5218 (numerous pictures of bones included)
  - AMNH 5226 (pictures of a series of tail vertebrae included)
- List of specimens from The Theropod Database.
- Skeletal images at The Graveyard.
- Geological Survey of Canada. Past lives: Chronicles of Canadian Paleontology. Tyrrell and Albertosaurus. About the discovery of the holotype skull of A. sarcophagus. 2008-02-07.
- Dykens, Margaret; & Gillette, Lynett. Fossil Mysteries Field Guide: Albertosaurus. （页面存档备份，存于） San Diego Natural History Museum.